# ドルフプロツェルテン
ドルフプロツェルテン (Dorfprozelten) はドイツ連邦共和国バイエルン州ミルテンベルク郡に属す町村（以下、本項では便宜上「町」と記述する）。ドルフプロツェルテンはウンターマインで最も古い入植地の一つである。

## 地理
ドルフプロツェルテンはバイエリシェ・ウンターマイン地方に位置する。

### 自治体の構成
この町は、公式には2つの地区 (Ort) からなる。このうち小集落や孤立農場などを除く集落はドルフプロツェルテンだけである。

## 歴史
ドルフプロツェルテンは1012年に Brotselden あるいは Bradselden として初めて記録されている。名前の由来には諸説ある。
マインツ大司教領のこの村は、1803年の帝国代表者会議主要決議に従ってカール・テオドール・フォン・ダールベルクのアシャッフェンブルク侯領の一部となり、フランクフルト大公領の一部として1814年にバイエルン王国領となった。1818年の自治体令を含むバイエルン王国の行政改革に伴い現在の自治体が成立した。
1970年代までこの村には大きな砂岩産業があった。ドルフプロツェルテンの石工は、サンクトペテルブルクの冬宮殿、マインツ大聖堂、ベルリンの帝国議事堂、その他多くの重要な建築物の建設に関わった。砂岩の切り出しは水運をも促し、一時期ドルフプロツェルテンにはドイツ最大の内陸港があった。現在のドルフプロツェルテンには様々な工業部門がある。この中には大きな自動車部品メーカーがある。マイン川沿いの斜面「ドルフプロツェルテンの説教壇」では優れたフランケンワインのブドウが栽培されている。

### 人口推移
- 1970年: 1,627人
- 1987年: 1,741人
- 2000年: 1,972人

## 行政
町長はリーザ・シュテーガー (CSU) である。

## 経済と社会資本

### 経済
公式統計によれば、2018年のこの町に務める社会保険支払い義務のある被雇用者は、916人で、製造業に851人、商業・交通業は22人、その他の産業に務めるのは30人であった。この町に住む社会保険支払い義務のある被雇用者は794人であった。

## 引用
1. ↑  https://www.statistikdaten.bayern.de/genesis/online?operation=result&code=12411-003r&leerzeilen=false&language=de Genesis-Online-Datenbank des Bayerischen Landesamtes für Statistik Tabelle 12411-003r Fortschreibung des Bevölkerungsstandes: Gemeinden, Stichtag (Einwohnerzahlen auf Grundlage des Zensus 2011)
2. ↑  Bayerische Landesbibliothek Online
3. ↑  “Bürgermeisterwahl - Kommunalwahlen 2020 in der Gemeinde Dorfprozelten - Gesamtergebnis”. 2021年4月23日閲覧。
4. ↑  “7. Arbeitslosenzahlen seit 2012”, Statistik kommunal 2019 Gemeinde Dorfprozelten 2021年4月23日閲覧。